# Xã Baldwin, Quận Barnes, Bắc Dakota
Xã Baldwin (tiếng Anh: Baldwin Township) là một xã thuộc quận Barnes, tiểu bang Bắc Dakota, Hoa Kỳ. Năm 2010, dân số của xã này là 33 người.